# Posudionica i radionica narodnih nošnji
Posudionica i radionica narodnih nošnji (PIRN) je hrvatska kulturna, obrazovna i konzervatorska ustanova u Zagrebu. Jedinstvena je ovakve vrste u Hrvatskoj. Djeluje pri Kulturnom centru Travno. Povijest PIRN-a počela je 1948. godine. Djelovala je kao servis za iznajmljivanje nošnji zagrebačkim amaterskim folklornim društvima. Danas je na dvjema lokacijama u Zagrebu. Danas se bavi petorima djelatnostima. Uz izvornu, iznajmljivanjem i izradom nošnji, tu je kulturno-edukativna djelatnost, izložbena i izdavačka.
PIRN također prikuplja, rekonstruira, konzervira i restaurira narodne nošnje. Restauratorsko-rekonstruktorska radionica izrađuje replike narodnih nošnji, povijesnih odora i zastava, te stručno zaštićuju i obnavljaju oštećene nošnje i tradicijski tekstilni predmeti. Bavi se i folklornom, scenskom i ostalim oblicima primjene narodnih nošnji, folklornih kostima i tradicijskih tekstilnih predmeta. Organizira mnoge kulturne i edukativnih programe – koncerte, izložbe, revije, radionice, tečajeve i seminare kojima se predstavlja tradicijska kulturna baština, revitalizira tradicijsko tekstilno rukotvorstvo i potiču različiti oblici upotrebe nošnji u suvremenom životu kao što je primjena tradicijskih motiva i tekstilnog rukotvorstva na suvremenoj modnoj odjeći, upotrebnom tekstilu, stanovanju i suvenirima. Zbirka u PIRN-u sadrži više od 23.000 raznolikih dijelova narodnih nošnji, kostima i folklornih rekvizita.

## Vanjske poveznice
- Kulturni centar Travno  Arhivirana inačica izvorne stranice od 21. srpnja 2018. (Wayback Machine) II. Podružnica Posudionica i radionica narodnih nošnji
- Facebook - PIRN
- Noć Muzeja: Posudionica i radionica narodnih nošnji  Arhivirana inačica izvorne stranice od 28. travnja 2018. (Wayback Machine)
- Posudionica i radionica narodnih nošnji - YouTube Službeni kanal
- Culturenet Riznica narodnog ruha - 70 godina Posudionice i radionice narodnih nošnji
- Muzejsko-dokumentacijski centar
- Hrvatski katolički radio 70 godina Posudionice i radionice narodnih nošnjis